# مثلث المثانة
مثلث المثانة  (بالإنجليزية: trigone)‏ هي منطقة ملساء ذات شكل مثلثي تقع في التجويف الداخلي للمثانة. تشكلت المنطقة بفعل فوهتي الحالب من الأعلى والفوهة الإحليلة الباطنة من الأسفل.
مثلث المثانة مستشعر للتوسع، وعندما تتمدد المثانة لدرجة معينة؛ تُرسل الإشارات إلى الدماغ بضرورة تفريغ المثانة. تُصبح الإشارات أقوى كلما أستمرت المثانة بالامتلاء.
على مستوى الأجنة، يُشتق مُثلث المَثانة من النهاية السفلية لقَناةُ الكُلْوَةِ الجَنينِيَّةِ المَوَسَّطَة، والتي بدورها مُشتقة من الأديم المتوسط (بقية المثانة من الأديم الباطن ). تتراجع قناة الكلوة الجنينة المتوسطة لدى الإناث مما يجعلها أقل وضوحاً، لكن لا تزال موجودة.